# Jeremiah McCarthy
Pour les articles homonymes, voir Jeremiah.
Jeremiah McCarthy (né le 1er mars 1976 à Boston dans l'État du Massachusetts) est un joueur professionnel américain de hockey sur glace.

## Carrière de joueur
En 1995, il débute dans la NCAA avec l'université Harvard dont il a été capitaine. En 1998-1999, il passe professionnel dans  la Ligue américaine de hockey avec les IceCats de Worcester. Après avoir joué dans différentes ligues d'Amérique du Nord, il rejoint le Skelleftea AIK en Allsvenskan en 2005-2006. Après une saison à Milan en Serie A, il passe un an en EBEL, l'élite autrichienne avec le club slovène du HDD ZM Olimpija. L'équipe s'incline en finale face au EC Red Bull Salzbourg et en finale du championnat slovène face au Acroni Jesenice.

## Statistiques
Pour les significations des abréviations, voir Statistiques du hockey sur glace.
| Saison    | Équipe                          | Ligue       |    | Saison régulière | Saison régulière | Saison régulière | Saison régulière | Saison régulière |    | Séries éliminatoires | Séries éliminatoires | Séries éliminatoires | Séries éliminatoires | Séries éliminatoires |
| Saison    | Équipe                          | Ligue       | PJ | B                | A                | Pts              | Pun              | PJ               | B  | A                    | Pts                  | Pun                  |                      |                      |
| 1994-1995 | Crimson de l'université Harvard | NCAA        | 25 | 3                | 5                | 8                | 4                |                  |    |                      |                      |                      |                      |                      |
| 1995-1996 | Université Harvard              | NCAA        | 32 | 4                | 12               | 16               | 20               |                  |    |                      |                      |                      |                      |                      |
| 1996-1997 | Université Harvard              | NCAA        | 32 | 4                | 9                | 13               | 22               |                  |    |                      |                      |                      |                      |                      |
| 1997-1998 | Université Harvard              | NCAA        | 28 | 11               | 10               | 21               | 38               |                  |    |                      |                      |                      |                      |                      |
| 1998-1999 | Rivermen de Peoria              | ECHL        | 6  | 1                | 2                | 3                | 6                | --               | -- | --                   | --                   | --                   |                      |                      |
| 1998-1999 | IceCats de Worcester            | LAH         | 59 | 5                | 10               | 15               | 37               | 4                | 0  | 2                    | 2                    | 0                    |                      |                      |
| 1999-2000 | River Otters du Missouri        | UHL         | 33 | 10               | 25               | 35               | 45               | --               | -- | --                   | --                   | --                   |                      |                      |
| 1999-2000 | Falcons de Springfield          | LAH         | 43 | 5                | 9                | 14               | 16               | 5                | 1  | 1                    | 2                    | 0                    |                      |                      |
| 2000-2001 | Cyclones de Cincinnati          | LIH         | 69 | 6                | 12               | 18               | 34               | 3                | 0  | 0                    | 0                    | 0                    |                      |                      |
| 2001-2002 | Lock Monsters de Lowell         | LAH         | 74 | 7                | 28               | 35               | 43               | 5                | 0  | 2                    | 2                    | 0                    |                      |                      |
| 2002-2003 | Amour Khabarovsk                | Superliga   | 4  | 0                | 0                | 0                | 2                | --               | -- | --                   | --                   | --                   |                      |                      |
| 2002-2003 | Lock Monsters de Lowell         | LAH         | 44 | 1                | 16               | 17               | 44               | --               | -- | --                   | --                   | --                   |                      |                      |
| 2002-2003 | Griffins de Grand Rapids        | LAH         | 11 | 0                | 1                | 1                | 2                | 12               | 0  | 1                    | 1                    | 6                    |                      |                      |
| 2003-2004 | Falcons de Springfield          | LAH         | 79 | 7                | 15               | 22               | 26               | --               | -- | --                   | --                   | --                   |                      |                      |
| 2005-2006 | Skelleftea AIK                  | Allsvenskan | 39 | 2                | 6                | 8                | 28               |                  |    |                      |                      |                      |                      |                      |
| 2006-2007 | Milan                           | Serie A     | 28 | 3                | 11               | 14               | 36               | --               | -- | --                   | --                   | --                   |                      |                      |
| 2007-2008 | HDD ZM Olimpija                 | Autriche    | 40 | 5                | 6                | 11               | 28               |                  |    |                      |                      |                      |                      |                      |
| 2007-2008 | HDD ZM Olimpija                 | Slovénie    |    |                  |                  |                  |                  | 5                | 0  | 2                    | 2                    | 2                    |                      |                      |